# Agathis lenticula
Agathis lenticula es una especie perteneciente a la familia Araucariaceae. Se encuentra en Malasia, sólo en el monte Kinabalu y zonas adyacentes, a altitudes entre los 1140 a 1680 m s. n. m. Su hábitat es el bosque montano bajo y, posiblemente, las colinas del bosque. Está amenazada debido a la destrucción del hábitat.

## Descripción
Árbol que alcanza los 45 m de altura, de tronco recto con corteza grisáceo blanquecina, la cual se exfolia en láminas irregulares con numerosas lentículas. Las hojas, de entre 5 a 7 cm de largo por 1,8 a 2,4 cm de anchura, son de forma ovada con ápice agudo sobre un corto pecíolo. Los conos masculinos son cilíndricos, de unos 4 cm de largo por 10 mm de ancho, mientras que los femeninos tienen forma semielíptica, de unos 28 mm de alto por 40 a 45 mm de ancho.

## Taxonomía
Esta especie fue descrita por David John de Laubenfels y publicada en Blumea 25(2): 537, f. 4, en el año 1979.